# Никольское (Кадуйский район)
Никольское — село в Кадуйском районе Вологодской области. Административный центр Никольского сельского поселения.
В 1933 году деревня Никольское входила в Прягаевский сельсовет Кадуйского района Ленинградской области.
С точки зрения административно-территориального деления — центр Никольского сельсовета.
Расположено при впадении реки Шулмы в Андогу. Расстояние по автодороге до районного центра Кадуя — 24 км. Ближайшие населённые пункты — Завод, Ковалёво, Лукьяново, Новое, Стан, Фадеево.
По переписи 2002 года население — 397 человек (193 мужчины, 204 женщины). Преобладающая национальность — русские (96 %).